# 京極高栄
京極 高栄（きょうごく たかよし/たかしげ）は、但馬国豊岡藩の第3代藩主。豊岡藩京極家5代。

## 略歴
元禄3年（1690年）7月23日、第2代藩主・京極高住の長男として江戸向柳原邸で生まれる。宝永元年（1704年）に世嗣に指名される。初名は高継であったが、正徳3年（1713年）に将軍徳川家継の諱を避けて高栄と改名した。正徳4年（1714年）7月29日に父の隠居にともない家督を継ぎ、従五位下、加賀守に叙任する。
弟の善興（重次）に2000俵を分与し、小普請組京極三右衛門家を創設した。享保6年（1721年）6月13日、麹町邸で急死した。享年32。
跡を長男の高寛が継いだ。

## 系譜
- 父：京極高住（1660-1730）
- 母：寿林院 - 難波氏
- 正室：照 - 水野忠之の養女、水野忠盈の娘
- 継室：松平定重の娘
- 側室：中村氏
  - 長男：京極高寛（1717-1726）
  - 次男：京極高永（1720-1760）